# Punta Andressen
La punta Andressen es un cabo que marca la entrada sur a la caleta Péndulo, ubicada en el noreste de la isla Decepción de las Shetland del Sur, Antártida. El cerro Crimson/monte Varela se halla en sus cercanías.

## Historia y toponimia
La Expedición Antártica Chilena de 1954-1955, le dio a la punta su nombre y construyó un faro. El topónimo homenajea a Adolfo Andresen, ejecutivo de la Sociedad Ballenera de Magallanes, establecida desde 1906 en la isla.

## Reclamaciones territoriales
Argentina incluye a la isla Decepción en el departamento Antártida Argentina dentro de la provincia de Tierra del Fuego, Antártida e Islas del Atlántico Sur; para Chile forma parte de la comuna Antártica de la provincia Antártica Chilena dentro de la Región de Magallanes y de la Antártica Chilena; y para el Reino Unido integra el Territorio Antártico Británico. Las tres reclamaciones están sujetas a las disposiciones del Tratado Antártico.
Nomenclatura de los países reclamantes: 
- Argentina: ¿?
- Chile: punta Andressen[1]
- Reino Unido: ¿?